# Felicjan Walknowski
Felicjan Walknowski (ur. 1761, zm. 20 lipca 1813 w Witaszycach) – polski ziemianin, polityk i poeta, właściciel Zakrzewa.

## Życiorys
W czasach stanisławowskich przypisuje mu się autorstwo okolicznościowych wierszy krążących po Warszawie. W 1808 procesował się (wraz z małżonką, Katarzyną z Przyjemskich) z Józefem Skórzewskim o majątek Komorze (proces przegrał). W 1807 wszedł w skład tzw. komisji kaliskiej, powołanej przez Jana Henryka Dąbrowskiego z Piotrem Bielińskim na czele. Celem komisji było przygotowanie do przyjęcia wojsk napoleońskich w województwie kaliskim, w tym zapewnienie bezpieczeństwa publicznego i porządku. Piastował też funkcję sędziego apelacyjnego Księstwa Warszawskiego. Zmarł w Witaszycach. Epitafium (zachowane) ku jego pamięci w witaszyckim kościele Świętej Trójcy umieściła małżonka.